# 2-ге Міякібашево
2-ге Міякіба́шево (рос. 2-е Миякибашево, башк. 2-се Миәкәбаш) — присілок у складі Міякинського району Башкортостану, Росія. Входить до складу Міякібашевської сільської ради.
Населення — 56 осіб (2010; 90 в 2002).
Національний склад:
- башкири — 94%